# Sören Halldén
Sören Halldén (* 19. Mai 1923 in Vänersborg; † Januar 2010) war ein schwedischer Philosoph und Logiker und emeritierter Professor der Universität Lund. In seiner akademischen Arbeit beschäftigte sich Halldén vor allem mit formaler Logik, insbesondere auch Präferenzlogiken, und philosophischen Methoden.

## Veröffentlichungen
- Det analytiska greppet (2006)
- Hur går det till inom vetenskapen? Thales, Stockholm (2005). ISBN 91-7235-059-8
- Vardagslivets filosofi (2001)
- When moral law is absent (2001)
- Humbuglandet (1988)
- Den bortglömda mognaden (1987)
- Behövs det förflutna? (1983)
- Nyfikenhetens redskap (1980)
- The foundations of decision theory, Uppsala (1980). ISBN 91-40-04735-0
- Universum, döden och den logiska analysen (1961)
- On the logic of ”better”, Stockholm (1957)
- Emotive propositions, Stockholm (1954)
- Några resultat i modal logik (1950)
- The logic of nonsense, Uppsala (1949).